# Pazña
Pazña è un comune (municipio in spagnolo) della Bolivia nella provincia di Poopó (dipartimento di Oruro) con 3.578 abitanti (dato 2010).

## Cantoni
Il comune è suddiviso in 5 cantoni.
- Avicaya
- Pazña
- Peñas
- Totoral
- Urmíri